# Ardéchois cœur fidèle
Ardéchois cœur fidèle est un feuilleton télévisé français en six épisodes de 55 minutes créé par Jean Cosmos et Jean Chatenet, réalisé par Jean-Pierre Gallo, et diffusé du 21 novembre au 19 décembre 1974 sur la deuxième chaîne de l'ORTF. Ce feuilleton télévisé est tiré d'un roman original du même titre.
Au Québec, le feuilleton est diffusé à partir du 12 septembre 1975 à la Télévision de Radio-Canada.

## Synopsis
En 1822, Toussaint Rouveyre, ancien capitaine de l'armée napoléonienne, regagne son village de l'Ardèche, après la défaite de Waterloo et un séjour de sept ans en Amérique. Il y retrouve sa famille persécutée par le régime de la Restauration. Pour que son père lui donne par avance sa part d’héritage en vue de son installation définitive en Amérique, il a besoin de l’assentiment de son jeune frère Antoine, menuisier parti faire le Tour de France des Compagnons. Lorsque Toussaint apprend que son frère, membre de l'association des Compagnons du Devoir (Devoirants) a été tué par un compagnon de l'association rivale, les Compagnons du Devoir de Liberté (Gavots), il ne pense plus qu'à mettre la main sur le meurtrier, un certain Tourangeau Sans-Quartier, et ainsi venger son frère. Pour retrouver cet homme, il s'engage incognito chez les Compagnons du Devoir de Liberté.

## Distribution
- Sylvain Joubert : Toussaint Rouveyre, dit Ardéchois Cœur-Fidèle
- Claude Brosset : Tourangeau Sans-Quartier
- Max Doria : Fortunat Mejeannes
- Gilette Barbier : Madeleine Rouveyre, la mère de Toussaint
- Hélène Dieudonné : Noémie Rouveyre, la grand-mère de Toussaint
- Jacques Rispal : Gratien Rouveyre, le père de Toussaint
- Jean Champion : Ambroise Rouveyre, l’oncle de Toussaint
- Alain Doutey : Rémi Desbrosses, le notaire
- Michel Pilorgé : Jean Pujol
- Mascha Gonska : Angéline
- Sylvain Lévignac : le chef des brigands
- Bruno Oppe : Charlou Rabaste
- René Morard : Paulin Rabaste
- Paul Esser : Maître Barbaroux
- Jean-Pierre Delamour : Picard
- Jean-Francis Maurel : Angevin
- Christian Duroc : le garde
- Roger Dutoit : Larieux
- Yves-Marie Maurin : Champagne
- Olivier Espérandieu : Dutilleul
- Henri Marteau : Lyonnais
- Pierre Guéant : Pontoise la Belle Parole
- Claude Furlan : Bordelais
- Jeanne Hardeyn : Madame Barbaroux
- Michel Robin : Louvigny
- Philippe Nahon : Poitevin
- Bernard Patrice : Bigourdan
- Erica Beer : Madame Legendre
- Cadine Constan : la Mère de Nîmes
- Patrick Brisson : Provençal
- François Pascal : Berry
- Yvon Crenn : Artois
- Claude Cortesi : Languedoc
- Gilles Gerardin : Charolais
- Jeannine Souchon : la Mère de Montpellier
- Michaël Hinz : Nantais
- Jean-Claude Jay : Soissons
- Sigfrit Steiner : Maître Toupet
- Jean-Pierre Jacovella : Dauphiné
- Bernard Celeyron : Cocher
- Lydie Balmer : la Mère de Béziers
- Jean-Yves Gautier : Beauceron
- Antoine Baud : Lorrain
- Stéphane Gudju : Limousin
- Daniel Vérité : Savoyard
- Gérard Moisan : Gascon
- Yves Gabrielli : Nivernais
- Bernard Mesguich : Percheron
- Monica Lundi : Fine Salembières
- Florence Haguenauer : Zabelle Salembières
- Julien Verdier : Salembières
- Élisabeth Kaza : Madame Salembières
- Guy Kerner : De Lentillac
- Claude d'Yd : Capelle
- Robert Dadiès : Lamoureux
- Claude Pascadel : un conspirateur
- Alain Miranda : un conspirateur
- Jacques Cornet : un conspirateur
- Pascal Tersou : un conspirateur
- Max Vialle : l'aubergiste
- Michel Ricordy : le Gendarme Salembières
- Raymonde Vattier : Madame de Sérignac
- Michel Dacquin : Quidam Coche
- Henry Cohen : Julien (Le Berry)
- Charles Gonzales : Camille (Le Poitou)
- Jean-Hervé Mirouze : Louis (Le Picard)
- Francis Lax : Le docteur Canardel
- Yves Savel : Orléans
- Rosalie Troles : la Mère de Saintes
- Louis Bugette : Breton
- Paul Pavel : Carcassonne
- Franck Schafheitlin : Maître Pétrus
- Jacques Dichamp : Le guichetier de l'hôpital
- Christiane Rorato : lLa vieille de Saintes
- Claude Legros : un malade à l’hôpital
- Maurice Travail : le commissaire Février
- Claude Merlin : Avignonnais
- Michel Pelletier : Rouennais
- Fernand Berset : Merlet
- Eliane Maazel : Mère Théophane
- Alice Reichen : Sœur Odile
- Dominique Grousset : La Mère d'Angers
- Marie Mergey : la mère de Tourangeau
- Philippe Zaffran : Pierrou

## Fiche technique
- Réalisation : Jean-Pierre Gallo
- Scénario, adaptation et dialogues : Jean Chatenet et Jean Cosmos
- Administratrice de production : Céline Schwartz
- Secrétaire de production : Mireille Salvat-Nyls
- Musique : Gérard Gallo
- Direction musicale : Michel Gannot
- Directeur de la photographie : Jacques Renoir
- Assistants-opérateurs : Jean-Jérôme Carcopino, Claude Masson, Christian Vivier
- Scripte : Jacqueline Finas
- 1er assistant-réalisateur : Patrick Meunier
- 2e assistant-réalisateur : Jean Dénuzière
- Ingénieur du son : René Levert
- Perchman : Christian Larouette
- Décors : Serge Douy
- Assistant-décorateur : Michel Varier
- Accessoiriste : Michel Grimaud
- Assistant aux décors : Michel Grimaud
- Costumes : Sylvie de Segonzac
- Maquillage : Maguy Vernadet
- Montage : Danièle Anezin
- Assistantes au montage : Jeannine Pommier, Geneviève Salvetti
- Bruiteur : Jean-Pierre Lelong
- Mixage : Jean Duguet
- Combats et cascades réglés par : Claude Carliez
- Cascadeurs : René Fossart, Guy Delorme, Eric Vasberg, Sylvain Levignac, Bruno Oppe, Antoine Baud, Daniel Vérité, Gérard Moisan
- Conseillers équestres : Manfred De Diepold, Francis Colombeau
- Laboratoire : C.T.M.
- Éditions musicales : Top 2000
- Production : ORTF (France) / Technisonor / Taurus Films (RFA) / SSR (Suisse) / RTBF (Belgique) (1974)

## Tournage
Un total de 65 jours furent nécessaires pour filmer l'ensemble des épisodes. La majorité des scènes fut tournée à 30 km de Paris, à l’exception d’une semaine de tournage passée sur le plateau du Larzac et au pont du Gard.

## Épisodes
1. Épisode 1 (diffusé le 21 novembre)
2. Épisode 2 (diffusé le 28 novembre)
3. Épisode 3 (diffusé le 5 décembre)
4. Épisode 4 (diffusé le 12 décembre)
5. Épisode 5 (diffusé le 16 décembre)
6. Épisode 6 (diffusé le 19 décembre)

## Accueil
Le feuilleton eut un énorme succès auprès du public lors de sa diffusion, et réalisa des scores d'audience rares : outre les excellentes performances des acteurs et l'originalité du sujet, il eut la chance d'être programmé au moment d'une grève affectant l'ORTF et bénéficia ainsi d'une promotion exceptionnelle.